# Václav Horák (1942)
Václav Horák (* 3. června 1942) je bývalý československý fotbalista, záložník.

## Fotbalová kariéra
V československé lize hrál za Bohemians Praha. Dorostenecký mistr Československa 1959. V lize odehrál 95 zápasů, vstřelil 5 branek.

## Ligová bilance
| Ročník                                     | Zápasy | Góly | Klub            |
| ------------------------------------------ | ------ | ---- | --------------- |
| 1. československá fotbalová liga 1963/1964 | 21     | 1    | Bohemians Praha |
| 1. československá fotbalová liga 1964/1965 | 24     | 2    | Bohemians Praha |
| 2. československá fotbalová liga 1965/1966 | -      | -    | Bohemians Praha |
| 1. československá fotbalová liga 1966/1967 | 24     | 2    | Bohemians Praha |
| 1. československá fotbalová liga 1967/1968 | 20     | 0    | Bohemians Praha |
| 2. československá fotbalová liga 1968/1969 | -      | -    | Bohemians Praha |
| 1. československá fotbalová liga 1969/1970 | 2      | 0    | Bohemians Praha |
| CELKEM                                     | -      | -    |                 |